# 박하얀
박하얀(1991년 10월 13일 ~ )은 대한민국의 영화배우다. 2015년 영화 '자유연애시대'로 데뷔했다.

## 방송
- 화랑 (2016)

## 경력
- 맥심 2015 MISS CONTEST 8강